# XDefiant
XDefiant (anteriormente conocido como Tom Clancy's XDefiant) fue un juego de disparos en primera persona gratuito de 2024 desarrollado por Ubisoft San Francisco y publicado por Ubisoft. El juego se lanzó para PlayStation 5, Windows y Xbox Series X/S el 21 de mayo de 2024. Recibió críticas mixtas por parte de los críticos.
En diciembre de 2024, Ubisoft anunció que XDefiant cerraría y que ya no estarían disponibles los registros de nuevos jugadores. Los servidores dejaron de funcionar el 3 de junio de 2025.

## Jugabilidad
XDefiant presenta una variedad de facciones y clases, cada una con sus propias habilidades y armas únicas. Está ambientado en el universo de Ubisoft y las ubicaciones de los mapas se basan en las ubicaciones del juego de varios títulos de Ubisoft. Los jugadores participan en trepidantes partidas multijugador por equipos en una variedad de mapas y modos de juego.
La ambientación del juego gira en torno a facciones llamadas "Defiant", Phantoms (de Ghost Recon ), Echelon (de Splinter Cell ), Cleaners (de The Division ), Libertad (de Far Cry ) y DedSec (de Watch Dogs ) .  Los Defiants se pueden personalizar con rasgos, habilidades, dispositivos, armas y objetos.  Tiene modos de juego lineales de 6 contra 6 (como "Dominación" y "Escolta"). 

## Desarrollo
XDefiant fue anunciado por Ubisoft en julio de 2021. En 2021 se realizó una prueba interna cerrada de una versión pre-alfa de XDefiant en América del Norte. En febrero de 2023 se llevó a cabo una segunda prueba Insider. Una prueba beta cerrada comenzó el 13 de abril y finalizó el 23 de abril. En marzo de 2022, el juego pasó a llamarse parte de la marca Ubisoft Originals, eliminando el título del Universo de Tom Clancy y se espera que incluya personajes de otras franquicias de Ubisoft, incluidos los del Universo de Tom Clancy, como se mencionó anteriormente.
El 17 de abril de 2023, poco después del lanzamiento de la beta cerrada del juego, XDefiant se convirtió en uno de los mejores juegos transmitidos en la plataforma de transmisión Twitch, ganando alrededor de 50k espectadores y superando la popularidad combinada de Warzone 2.0 y Modern Warfare II . 
Durante la presentación de Ubisoft Forward el 12 de junio de 2023, Ubisoft anunció una sesión abierta, que comenzó el 20 de junio para los participantes de la prueba beta cerrada (21 de junio para todos los jugadores) y finalizó el 23 de junio. Se anunció una sesión de prueba pública para PC que comenzará el 28 de septiembre y finalizará el 29 de septiembre. Ubisoft planeó el lanzamiento del juego entre principios y mediados de octubre. La hoja de ruta del año 1 incluye cuatro temporadas con 12 nuevas armas, mapas, equilibrio y actualización de 4 personajes.  Después de que la sesión "surgió algunas inconsistencias en la experiencia del juego", el director Mark Rubin anunció que el lanzamiento de XDefiant se retrasó temporalmente. La temporada 1 se anunció junto con la fecha de lanzamiento del 2 de julio en el evento Ubisoft Forward 2024. El contenido incluye 3 mapas, un mapa que sale cada mes, 3 nuevas armas, una nueva facción (GSK (de Rainbow Six: Siege), modo Capturar la Bandera, recompensas de progresión clasificatoria y más artículos y paquetes en la tienda. También reveló un evento XDebrief que se centrará en la nueva temporada, que ocurrirá un día antes del lanzamiento de la temporada.
El 3 de diciembre de 2024, Ubisoft anunció que interrumpiría el desarrollo del videojuego, que los registros y las descargas de nuevos jugadores se detendrían ese mismo día y que reembolsaría las ventas a los jugadores. El contenido de la temporada 3 aún está programado para lanzarse en una fecha no anunciada, mientras que los servidores cerrarían el 3 de junio de 2025.

## Lanzamiento
XDefiant se lanzó el 21 de mayo de 2024. El día de su lanzamiento, logró 1 millón de jugadores únicos en dos horas y media. El hito lo convierte en el juego de Ubisoft que más rápido alcanza el millón de jugadores únicos. 48 horas después del lanzamiento, XDefiant tenía poco más de 3 millones de jugadores únicos y alrededor de 300.000 jugadores simultáneos en todas las plataformas. A pesar de que los problemas iniciales del servidor hicieron que muchos jugadores esperaran en el menú, estos problemas se resolvieron aproximadamente de ocho a diez horas después del lanzamiento. En junio, había acumulado 11 millones de jugadores.

## Recepción
XDefiant recibió críticas "mixtas o promedio" de los críticos, según el sitio web agregador de reseñas Metacritic . 